# Leonid Kuprianóvich
Leonid Ivánovich Kuprianóvich (en ruso: Леони́д Ива́нович Куприяно́вич) (1929-1994) fue un ingeniero electrónico soviético.
Leonid Kuprianóvich  fue un divulgador de la ingeniería de radio, desarrolló a finales de los años 1950 un sistema de telefonía inalámbrica, el radioteléfono portátil dúplex portátil LK-1, que se extendió por la URSS y otros países. Este sistema fue el precursor de la actual telefonía móvil o celular.

## Biografía
Leonid Ivánovich Kuprianóvich nació en Moscú entonces  República Socialista Federativa Soviética de Rusia integrada en la URSS,  el 14 de junio de 1929. En 1953, Leonid Kuprianóvich obtuvo el título en ingeniero en la Universidad Técnica Estatal Bauman de Moscú. En 1955, desarrolló un telefonía móvil de uso personal muy simple basado en dos tubos de vacío. Tenía un peso de 1,2 kg y un alcance de 1,5 km. La descripción de este dispositivo se publicó en la revista soviética de radioaficionados "Radio", 1955, N.º 2. 
En 1957, presentó el modelo de teléfono móvil LK-1. El aparato disponía de una estación base y un teléfono portátil con un alcance de entre 20 y 30 km con un peso de 3 kg y con una duración de batería de entre 20 y 30 horas. Este fue la base para la investigación que Leonid Kuprianóvich comenzó el año siguiente en el Instituto de Investigación Científica de Vorónezh. De esta investigación y desarrollo surgió el "Altái" que fue distribuido comercialmente en 1963 llegando a estar presente en más de 114 ciudades de la Unión Soviética, dando servicio a hospitales y médicos. El sistema se extendió por otros países de Europa del Este como Bulgaria quien lo mostraría en la exposición internacional Inforga-65.
En 1961, presenta el APN, un teléfono que cabe en la palma de la mano y que pesa 70 g con un alcance de 80 km.
En la presentación a la prensa, Leonid Kuprianóvich dijo que en la URSS estaba prevista la producción de este dispositivo. También informó sobre los planes de construcción en Moscú de diez estaciones de base para la creación de una red de comunicación móvil. La primera estación en Moscú se había previsto construir en el área de Mazílovo.
En 1965, la empresa búlgara "Radioelektrónika" desarrolló, basándose en las patentes de Leonid Kuprianóvich, el sistema que daba servicio hasta 15 clientes móviles y tenía su estación base conectada a la red telefónica. El sistema búlgaro fue presentado en Moscú en la exposición Inforga-65.
En 1966, la empresa búlgara presentó unos teléfono móviles llamados RAT-05 y ATRT-05 que trabajaban con la estación base RATTs-10. Este sistema fue comercializado. Tras un trabajo conjunto con investigadores e ingenieros de la Unión Soviética, se desarrolló el sistema denominado "Altái" que se instaló inicialmente en los coches oficiales del gobierno soviético y luego se extendió por todos los servicios públicos.
En la década de 1960, Leonid Kuprianóvich comenzó a desarrollar sistemas electrónicos hipnopédicos e investigó los métodos de la forma de "escribir" la información en la memoria humana. Su juego electrónico "Ritmoson" fue fabricado en la URSS y destinado a uso médico.